# Wilhelm Hoffbauer (Politiker, 1812)
Friedrich Wilhelm Ferdinand Hoffbauer (* 18. September 1812 in Kopenhagen; † 27. Juli 1892 in Dubuque (Iowa)) war ein deutsch-amerikanischer Arzt und demokratischer Politiker in der Revolution von 1848/49. Nach der Revolution von 1848/49 floh er als einer der Forty-Eighters in die USA.

## Leben
Sein Vater war Flottenarzt und Chirurg. Auch er studierte zwischen 1831 und 1832 sowie von 1837 bis 1841 Medizin in Würzburg, Kiel und Berlin. Während des Studiums wurde er 1831 Mitglied der Burschenschaft Germania zu Würzburg / Amicitia. Wegen seiner Betätigung als Burschenschafter wurde er 1833 nach einem Strafverfahren angeklagt und fünf Jahre in Untersuchungshaft gehalten. Im Zuge der Demagogenverfolgung wurde er im Schwarzen Buch der Frankfurter Bundeszentralbehörde (Eintrag Nr. 727) festgehalten. Er konnte daher erst 1841 in Berlin zum Dr. med. promovieren. Danach praktizierte er als praktischer Arzt in Nordhausen. Er betätigte sich auch als Redakteur der „Berliner Medizinischen Central-Zeitung.“
Zwischen dem 18. Mai 1848 und dem 18. Juni 1849 gehörte Hoffbauer der Frankfurter Nationalversammlung an. Er vertrat den Wahlbezirk Nordhausen. Im Parlament gehörte er der radikaldemokratischen Fraktion Donnersberg an. Auch war er Mitglied des Centralmärzvereins. Er stimmte gegen die Wahl Friedrich Wilhelm IV. zum Kaiser der Deutschen. 
Nach der Revolution fand von 1849 bis 1851 ein Strafverfahren gegen ihn wegen Aufruhrs und Hochverrats statt. Zunächst saß er in Berlin in Untersuchungshaft, konnte aber fliehen und emigrierte über die Schweiz in die USA. Im Jahr 1851 wurde er in Abwesenheit zu fünf Jahren Festungshaft verurteilt. 
In den Vereinigten Staaten arbeitete er von 1850 bis 1874 in St. Louis als Arzt. Danach praktizierte er von 1874 bis 1879 in Dubuque und von 1879 bis 1888 in Guttenberg (Iowa), ehe er wieder nach Dubuque zog. 
Er schloss sich zunächst der Republikanischen Partei an und nahm 1860 an der Konferenz Deutscher Republikaner in Chicago teil. In den 1870er Jahren gehörte er der Demokratischen Partei an, ehe er seit 1881 wieder Republikaner war.